# Carnival Liberty
Carnival Liberty è una nave da crociera di classe Conquest operata da Carnival Cruise Line. 
Costruita da Fincantieri nel cantiere di Monfalcone in Friuli-Venezia Giulia, fu battezzata dall'attrice Mira Sorvino a Civitavecchia il 19 luglio 2005. Inoltre è stata la prima nave a presentare il Carnival's Seaside Theatre, uno schermo LED largo 6,7 m e alto 3,7. Situato vicino alla piscina, viene utilizzato per mostrare film, eventi sportivi, concerti e altre programmazioni navali.
Nell'autunno 2011, la Carnival Liberty è stata la prima nave della flotta di Carnival ad essere revisionata nell'ambito del programma di rinnovo da 900 milioni di dollari noto come Fun Ship 2.0.

## Incidenti
Il 3 novembre 2006, durante un viaggio transatlantico di 16 giorni, oltre 700 persone hanno contratto la malattia contagiosa del Norovirus. Il 15 novembre 2006, Carnival Cruise Lines ha annunciato che avrebbe accorciato la prossima crociera di due giorni per una pulizia approfondita per poi proseguire la crociera.
Durante la navigazione del 23 agosto 2014, l'equipaggio della Carnival Liberty ha avvistato una piccola zattera di polistirolo vicino alla nave. La nave ha invertito la rotta e ha proceduto all'estrazione di 11 rifugiati cubani dalla zattera che avevano richiesto il salvataggio nelle peggiori condizioni del mare. Centinaia di passeggeri hanno osservato il salvataggio, condotto fuori dal porto. La zattera fu abbandonata nell'acqua mentre la nave continuava la sua rotta modificata verso St.Thomas nelle Isole Vergini Americane. Quando la nave attraccò al porto i rifugiati furono scaricati su un cutter della Guardia Costiera americana per il trasferimento a Cuba.
Il 7 settembre 2015, si è sviluppato un incendio in sala macchine. L'incidente è avvenuto mentre la nave era a St.Thomas nelle Isole Vergini Americane. Non ci sono stati feriti e la nave ha ripreso servizio il giorno dopo.
Il 13 maggio 2016 ,una passeggera, Samantha Broberg, 33 anni, è caduta dal balcone del decimo piano dopo essere caduta all'indietro mentre cercava di sedersi sulla ringhiera intorno alle 2 del mattino. L'equipaggio della nave è stato avvisato verso mezzogiorno e una richiesta è stata inviata per una ricerca da parte della US Coast Guard. Il 15 maggio alle 20:15 circa, la Guardia costiera degli Stati Uniti ha interrotto la ricerca, durata 20 ore e percorsa per oltre 4.301 miglia quadrate. Il corpo di Broberg non fu localizzato e si presume che fosse annegata.

## Porto di armamento
Miami, Florida.

## Navi gemelle
- Carnival Conquest
- Carnival Glory
- Carnival Valor
- Carnival Freedom